# Jazz Bigband Graz

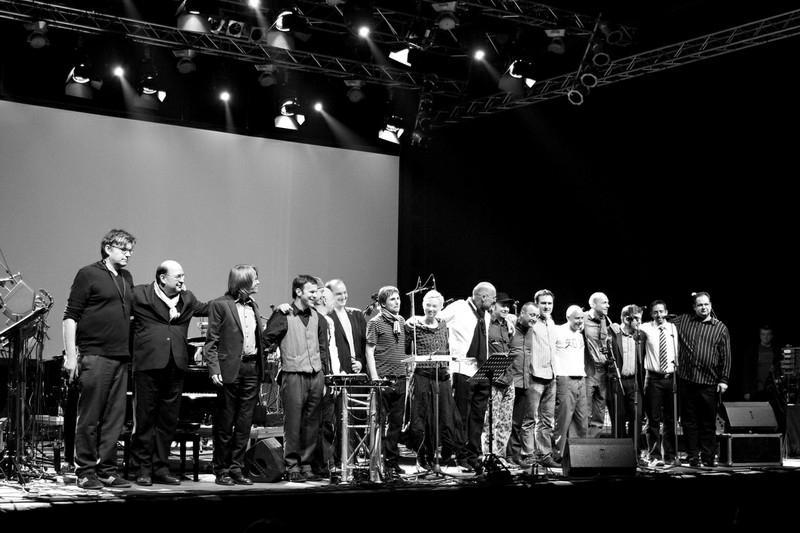
Die Jazz Bigband Graz auf dem Jazzfestival St. Ingbert

Die Jazz Bigband Graz (JBBG) ist eine österreichische Bigband.

## Entwicklung des Klangkörpers
Das im Jahr 1998 in Graz von Sigi Feigl gegründete Jazzorchester wurde zunächst durch Festivalauftritte u. a. mit dem US-amerikanischen Vokal-Sextett Take 6, den New York Voices, Kurt Elling, Jon Hendricks und Bob Mintzer bekannt. In Zusammenarbeit mit Bob Brookmeyer und Ed Neumeister entstanden zwei erste Alben, Here & There – JBBG Plays The Music of Ed Neumeister (Mons Records, 1999) und Question & Answer (Mons, 2001). Auch Neumeisters Fantasie für Violoncello und Big Band wurde 2001 mit dem Cellisten Friedrich Kleinhapl ebenso wie das Cellokonzert Friedrich Guldas eingespielt. 
Im Jahr 2003 übernahmen der Saxofonist/Flötist Heinrich von Kalnein und der Trompeter Horst-Michael Schaffer die künstlerische Leitung des Ensembles. In Kooperation mit dem langjährigen Schlagzeuger der JBBG John Hollenbeck wurde das Album A Life Affair (Universal Music) eingespielt, gefolgt von Joys & Desires (Intuition Records, 2005), mit dem Sänger Theo Bleckmann. Auf dem 2008 erschienenen Album Electric Poetry & Lo-Fi Cookies (Intuition), komponiert von Bandleader Horst-Michael Schaffer, verband die JBBG Bigband-Sound mit Minimal Music, afrikanischer wie elektronischer Musik, Spoken Word, Laptop- und Drum-and-Bass-Ästhetik. 2011 erschien Urban Folktales, mit Theo Bleckmann, Nguyên Lê und Gianluca Petrella als Gastsolisten. Nach dem Album True Stories (2016) wurde in einer Quintettbesetzung mit den Gästen Nguyên Lê und Wolfgang Puschnig das Album Times of Change (2020) veröffentlicht. Dann stieg Kalnein aus; die Formation wird seitdem alleine von Schaffer geleitet. Von ihm komponierte Popsongs, die in Latin, Fusion oder Spiritual Jazz „ausfransen“, enthält das mit Sänger Philipp Sageder entstandene Album The Space Between Us (2023).
Zu den Mitgliedern der Bigband gehörten bislang u. a. Christoph Pepe Auer, Herb Berger, Barbara Buchholz, Johannes Enders, Robert Friedl, Herwig Gradischnig, Marko Lackner, Grzegorz Nagórski, Ed Partyka, Fritz Pauer, Uli Rennert, Christian Salfellner, Christophe Schweizer, Reinhard Summerer, Gregor Hilbe und Henning Sieverts. Musikerinnen sind in der aktuellen Besetzung des Orchesters nicht enthalten.